# Biserica de lemn din Presaca
Biserica de lemn din Presaca, comuna Păuca, județul Sibiu, datează din anul 1728. Are hramul „Sfânta Treime”. Biserica se află pe noua listă a monumentelor istorice sub codul LMI:  SB-II-m-B-12507.

## Istoric
Transcrierea textului chirilic, gravat pe grinda clopotniței bisericii vechi din Presaca 

## Imagini

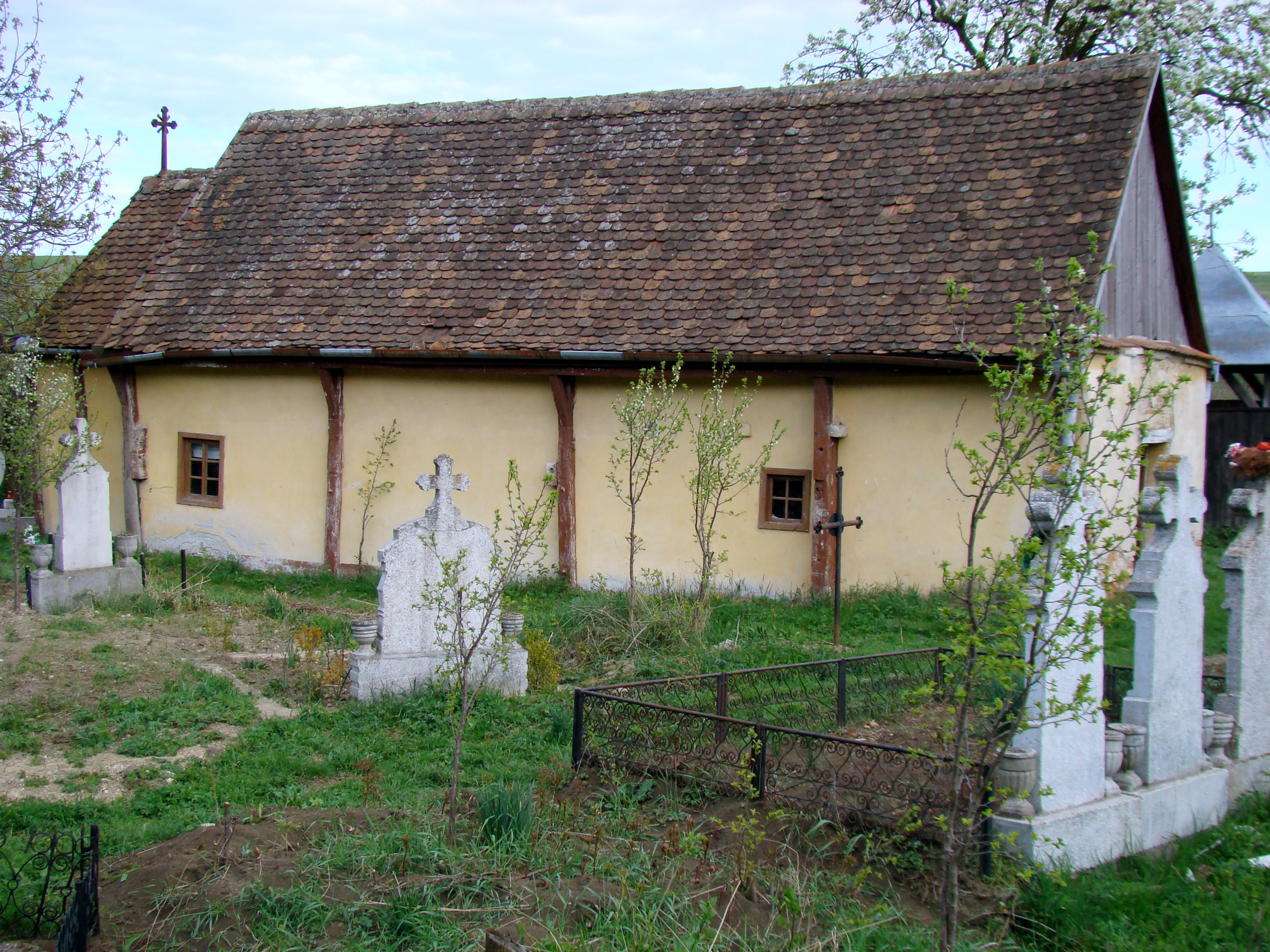
Biserica (nord-vest)
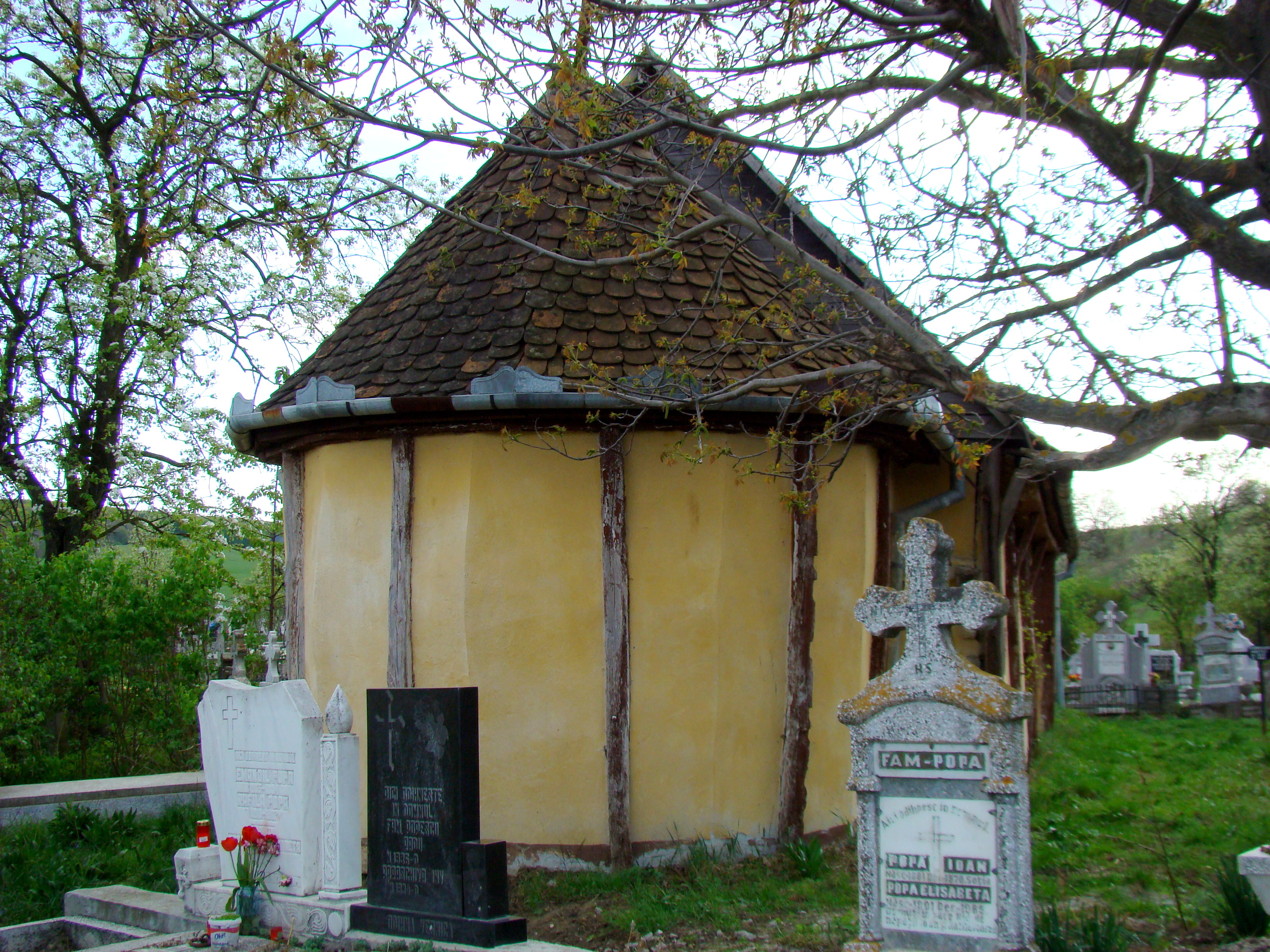
Absida altarului
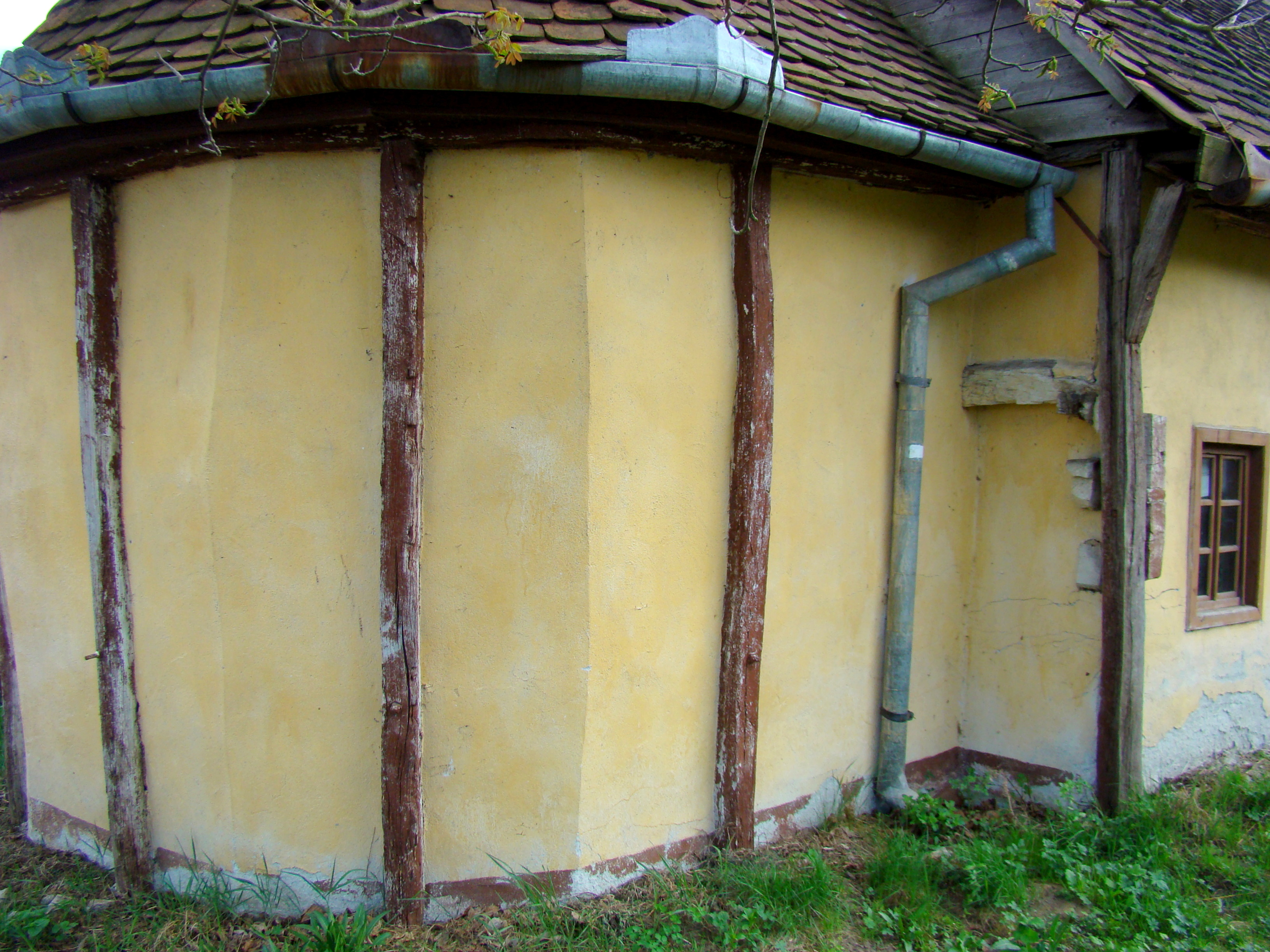
Decroșul absidei
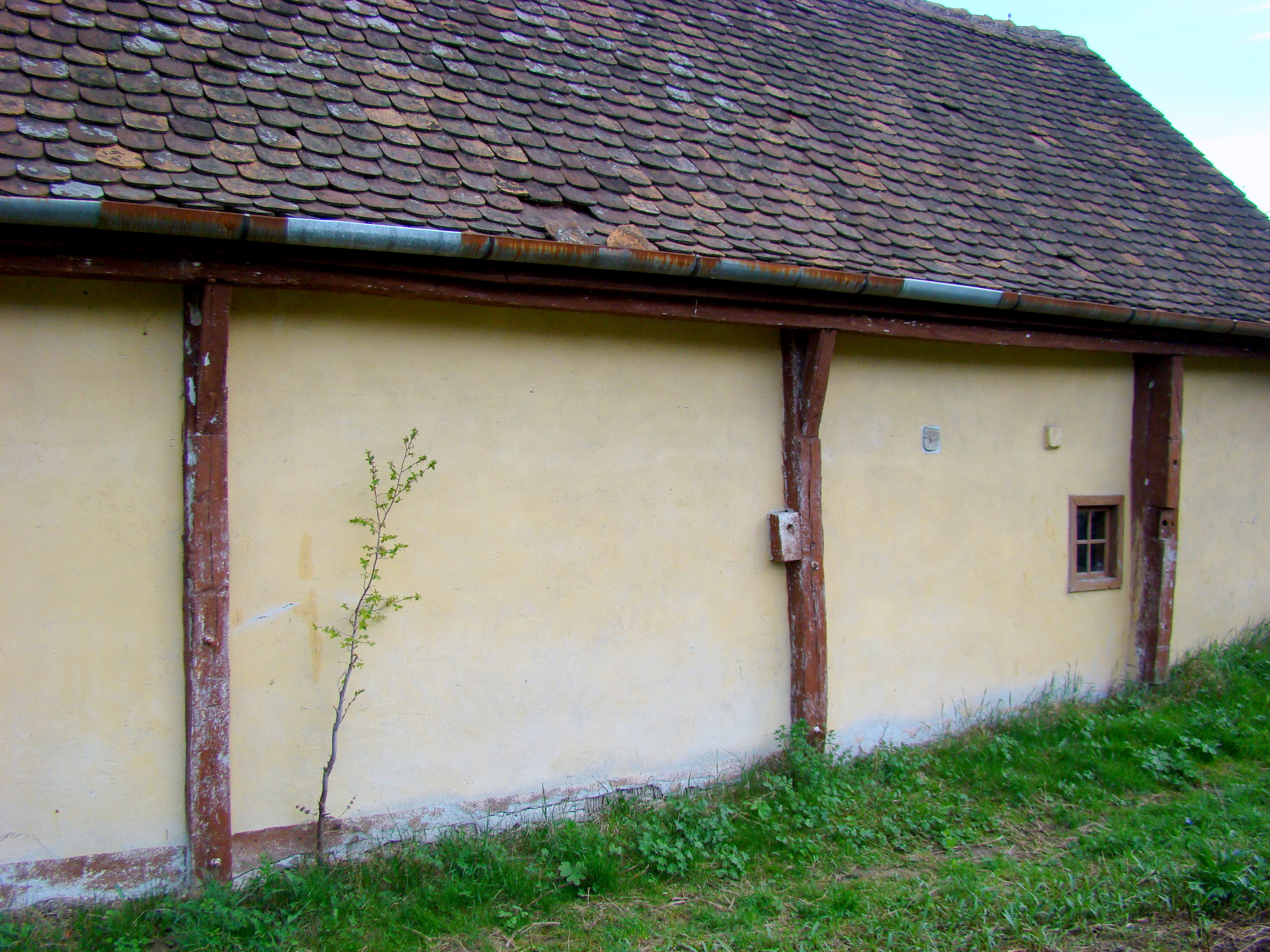
Latura de nord
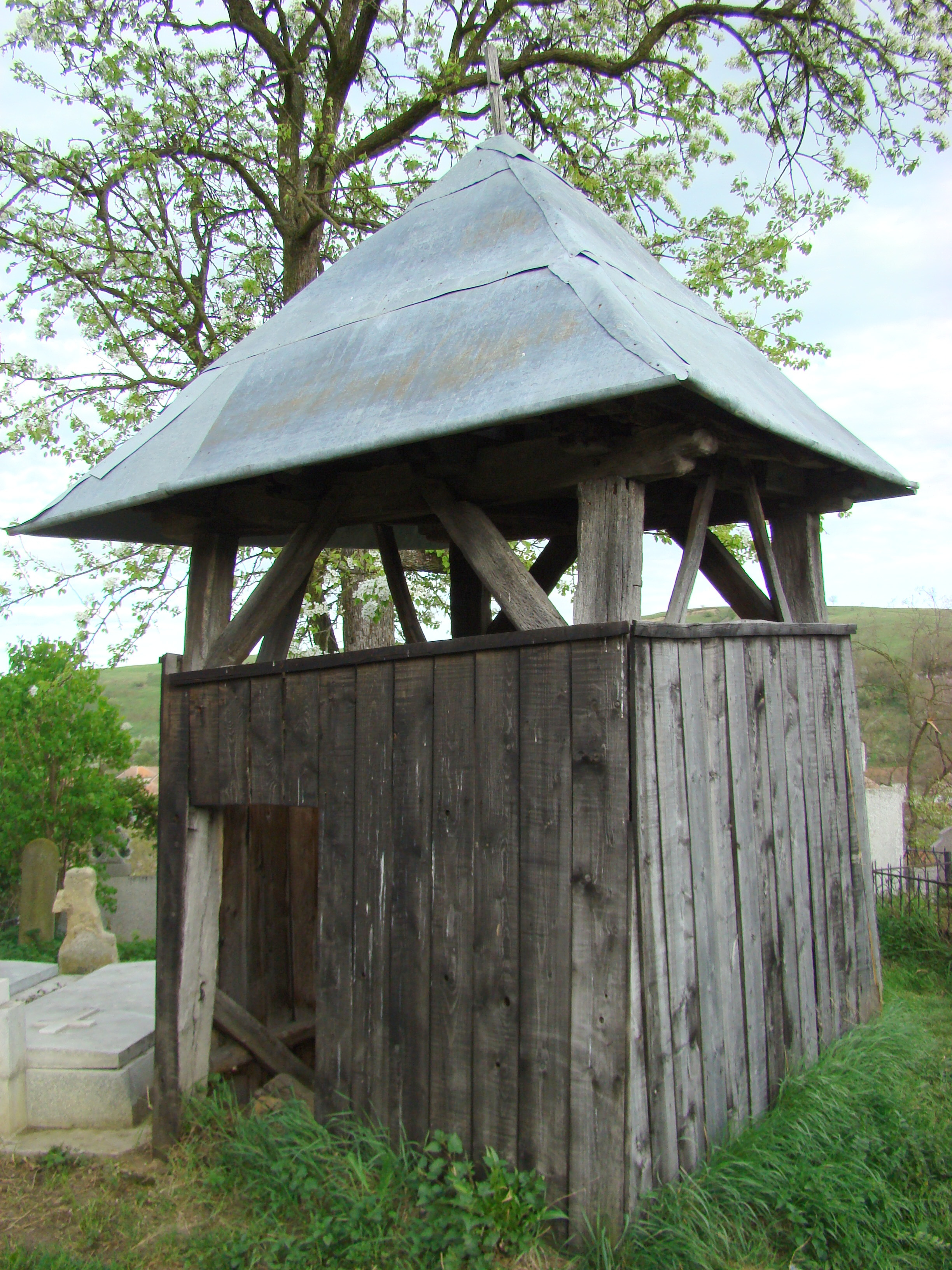
Clopotnița
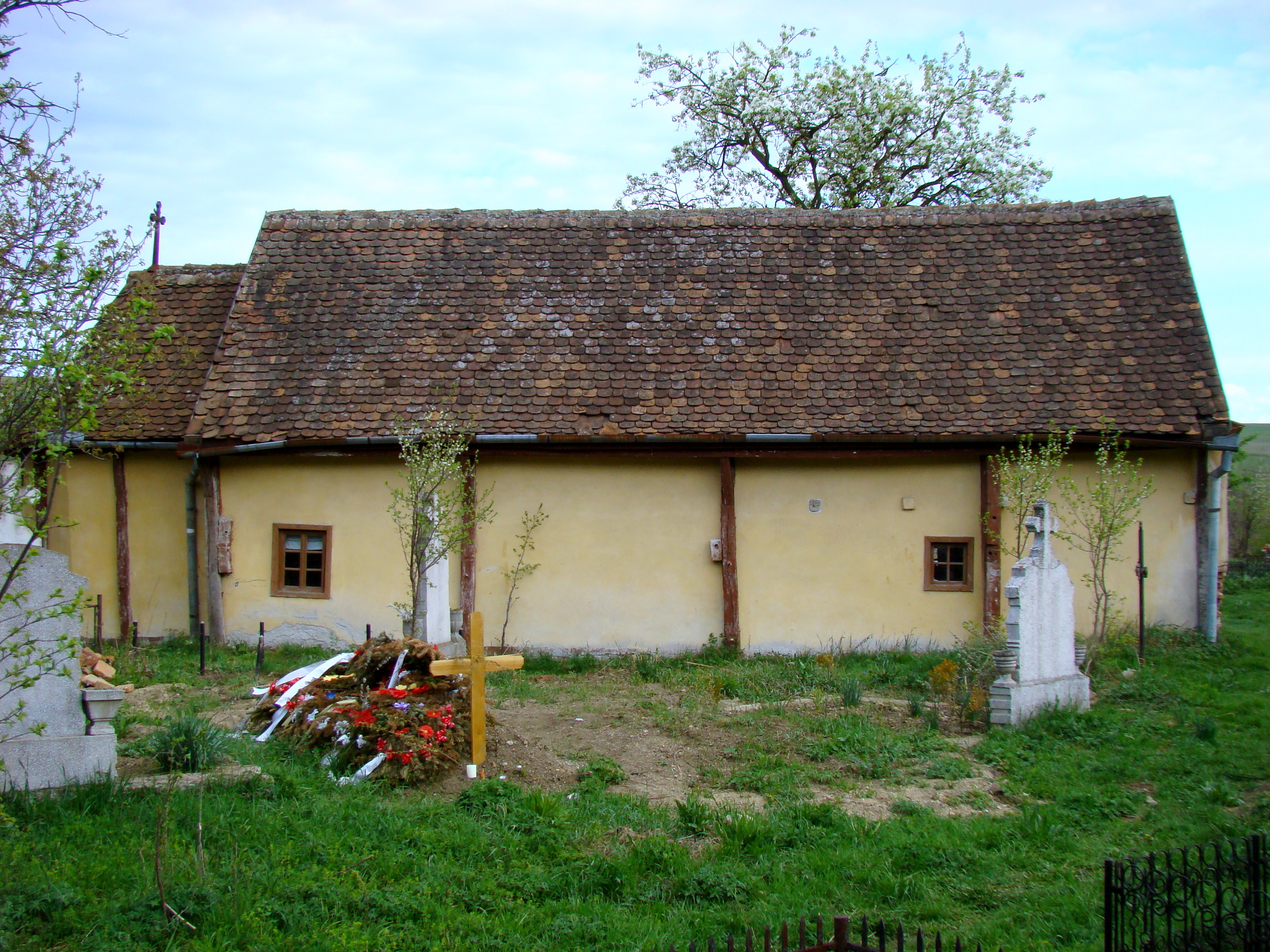
Vedere laterală
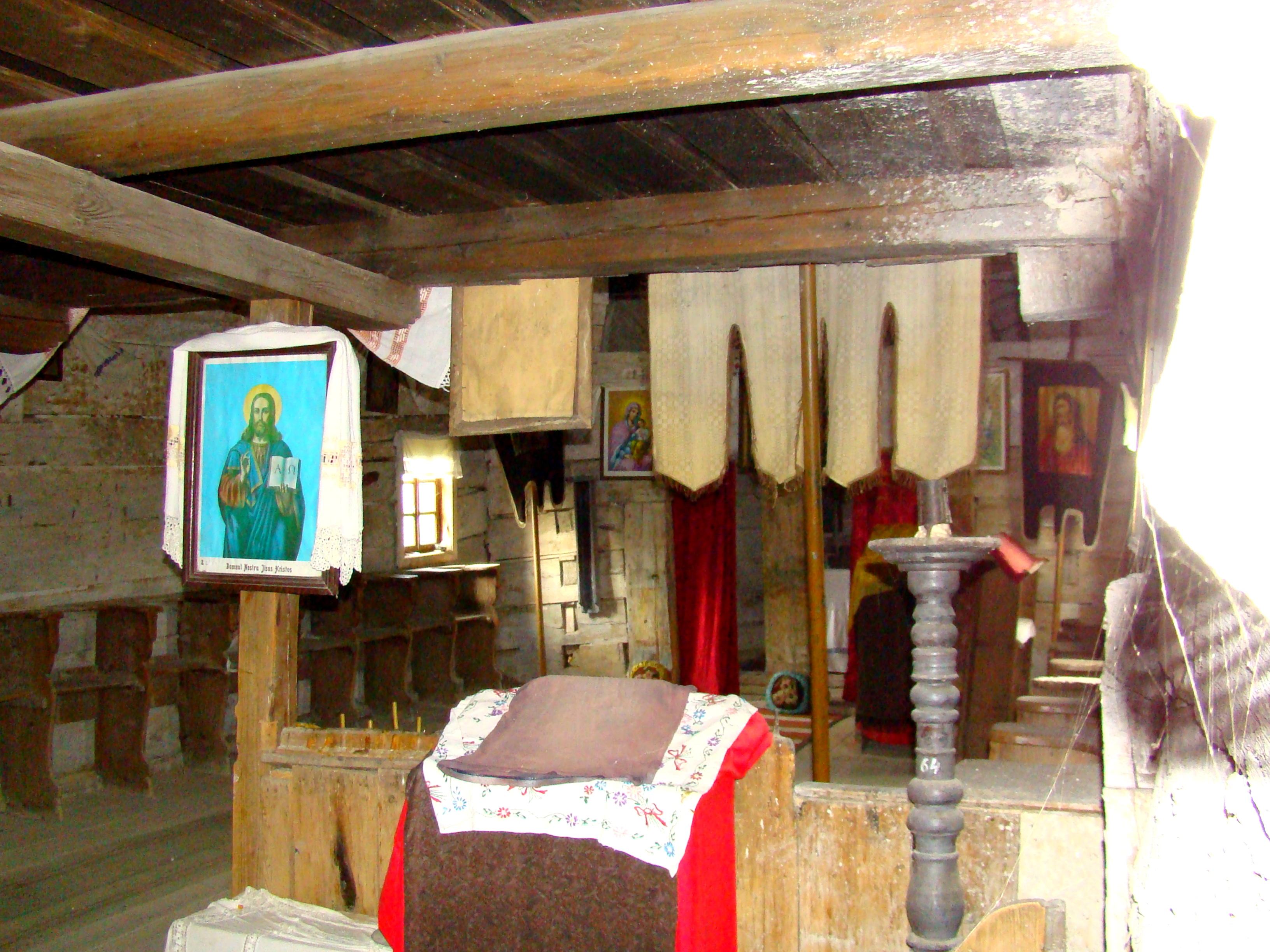
Interior
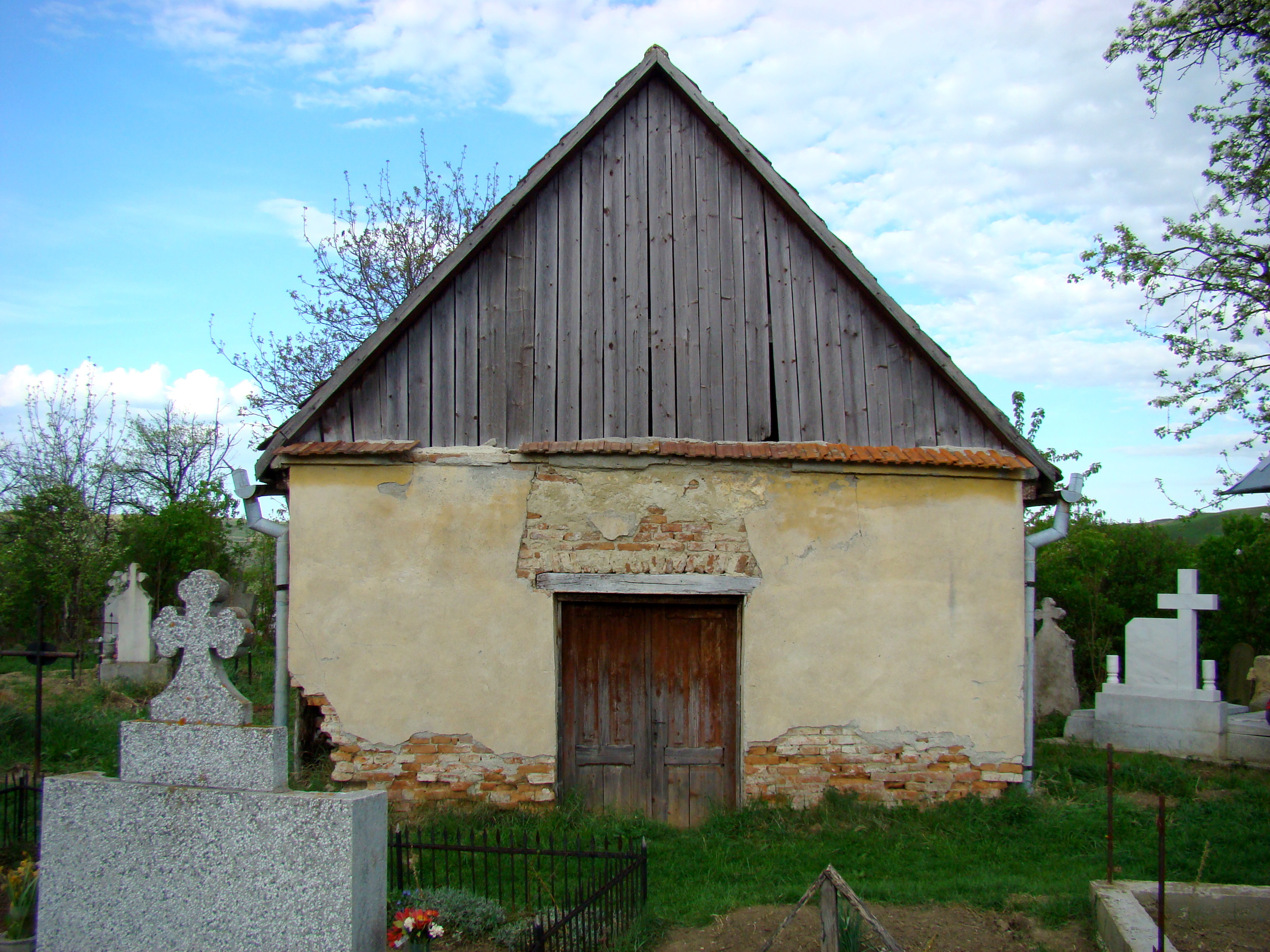
Biserica (vest)
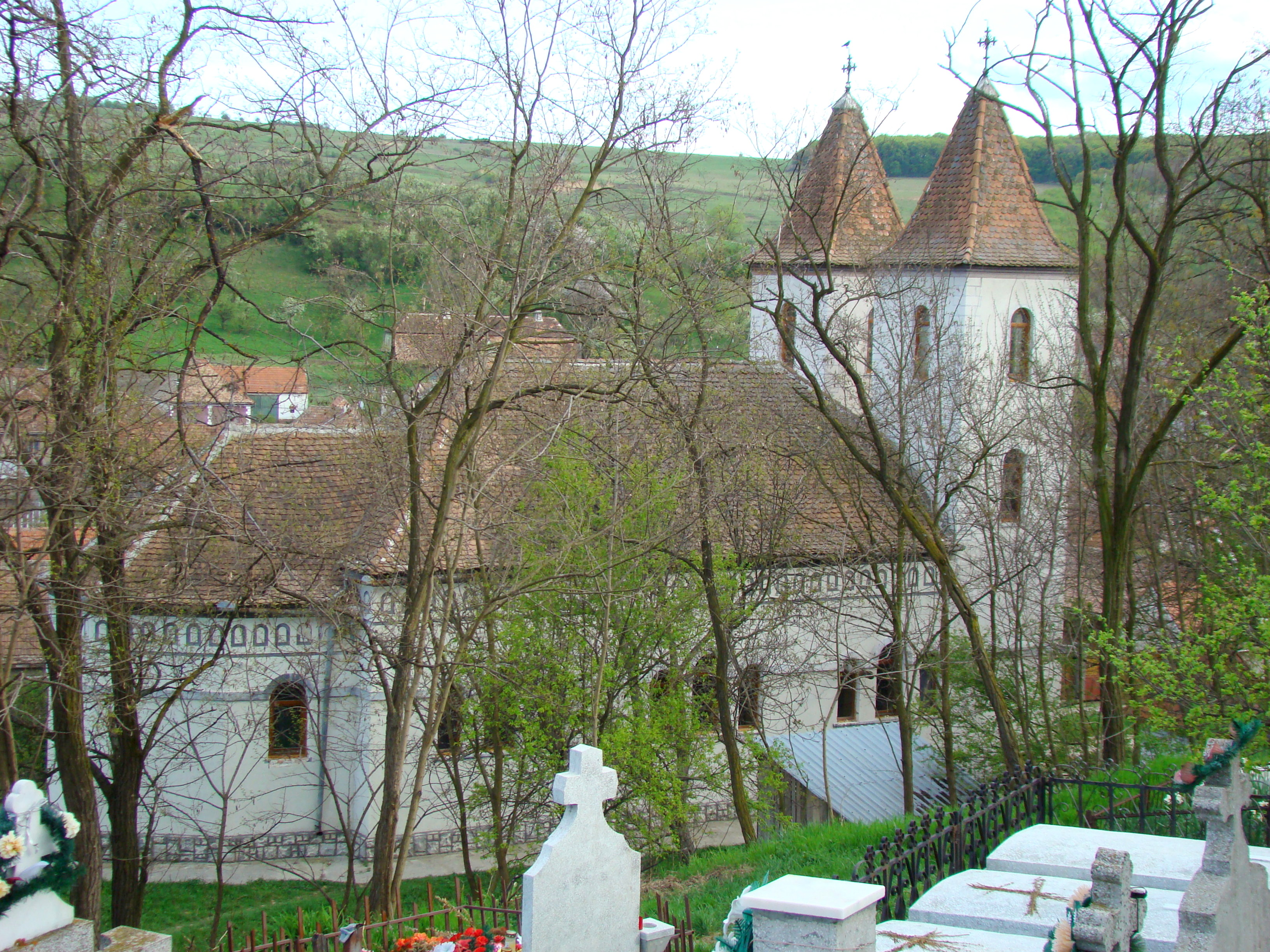
Biserica Schimbarea la Față